# Irma Grese
Irma Ilse Ida Grese, född 7 oktober 1923 i Wrechen, död 13 december 1945 i Hameln, var en tysk fångvaktare (SS-Oberaufseherin). Hon var verksam som lägervakt i koncentrationslägren Ravensbrück, Auschwitz-Birkenau och Bergen-Belsen. Efter andra världskriget avrättades hon för brott mot mänskligheten.

## Biografi
Irma Grese föddes 1923 och var dotter till Berta och Alfred Grese. År 1936 begick modern självmord efter att ha upptäckt att hennes make var otrogen.
Trots sin tämligen ringa ålder steg Grese i graderna inom SS. Hon började i Ravensbrück i juli 1942, där hon utbildades till SS-Aufseherin, ’övervakare’, för tjänstgöring i koncentrationsläger. Följande år förflyttades hon till Auschwitz, där hon senare befordrades till SS-Oberaufseherin, ’chefövervakare’, med ansvar för cirka 30 000 kvinnliga fångar, mestadels polska och ungerska judar. I början av 1945 tjänstgjorde hon ånyo en tid i Ravensbrück, innan hon i mars placerades i Bergen-Belsen. 
Irma Grese gjorde sig under sin tid som lägervakt skyldig till åtskilliga brott mot mänskligheten. Hon kunde skjuta eller piska ihjäl fångar utan uppenbar orsak. Hon valde även vilka som skulle sändas till gaskamrarna. I Auschwitz samarbetade hon med SS-läkaren Josef Mengele, medan hon i Bergen-Belsen stod under lägerkommendanten Josef Kramers befäl. Hon uppfann tortyrmetoder, vilka hon sadistiskt utsatte fångar för. Hon fick öknamnen den ”blonda besten” och ”Auschwitz hynda”.

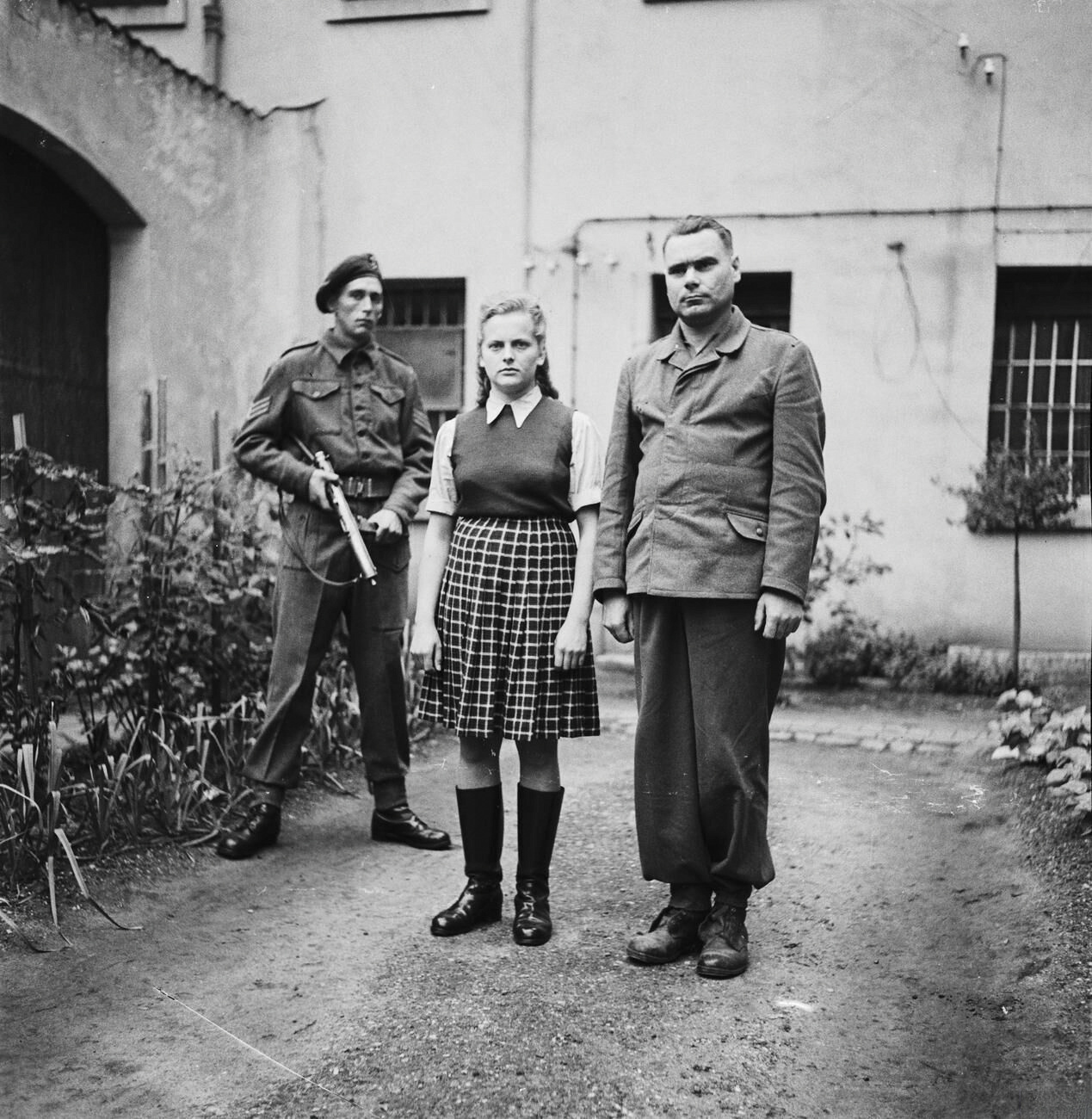
Irma Grese och Josef Kramer i fångenskap i augusti 1945.

### Rättegång
Efter andra världskrigets slut arresterades Grese och åtalades i september 1945 vid Belsenrättegången. Överlevande interner vittnade mot henne. Grese bestraffade fångar med hjälp av en ridpiska och hon var också ansvarig för och delaktig i selektering av fångar till gaskamrarna. Det avslöjades i vittnesmålen att Grese inte enbart sände sjuka, gamla och barn till döden; hon kunde även välja ut arbetsföra kvinnor helt godtyckligt. Grese valde också ut kvinnor som skulle delta i medicinska experiment, oftast genom inseminationer som ofta resulterade i döden för dem. Vittnen kunde även berätta hur Grese band ihop benen på en kvinna som skulle föda fram sitt barn. Grese använde sig också av hundar när hon ville disciplinera fångar.
Hon försvarade sig med att hon själv aldrig hade misshandlat fångar och att allt som sagts om henne under rättegången var överdrivet. Grese erkände att hon kände till att gaskammare fanns i Auschwitz, men att hon själv aldrig hade skickat någon dit. Istället hade hon försökt att rädda kvinnor och barn undan döden i gaskammaren. Grese befanns vara skyldig enligt åtalspunkterna, dömdes till döden och hängdes den 13 december 1945, 22 år gammal. Vid samma tillfälle avrättades tio andra krigsförbrytare, däribland Josef Kramer, Fritz Klein, Elisabeth Volkenrath och Juana Bormann.

## Populärkultur
Irma Grese porträtteras av Sheyla Shehovich i filmen Pierrepoint (2005), som handlar om skarprättaren Albert Pierrepoint.